# Cục Chấp pháp và Quản lý Hành chính Đô thị
Cục Chấp pháp và Quản lý Hành chính Đô thị, thường được viết tắt là Thành Quản (tiếng Trung: 城管; bính âm: Chéngguǎn), là một cơ quan chính quyền địa phương được thành lập ở mọi thành phố tại Trung Quốc đại lục.
Cơ quan này thường là một phần của Cục Quản lý Đô thị trực thuộc thành phố (tiếng Trung: 城市管理局; Hán-Việt: Thành thị quản lý cục; bính âm: Chéngshì Guǎnlǐ Jú). Nó chịu trách nhiệm thực thi công tác quản lý đô thị của thành phố. Điều này bao gồm các quy định của địa phương, quy định về diện mạo thành phố, môi trường, vệ sinh, an toàn lao động, kiểm soát ô nhiễm, sức khỏe và có thể liên quan đến việc thực thi quy hoạch, phủ xanh, công nghiệp và thương mại, bảo vệ môi trường, các vấn đề đô thị và nước ở các thành phố lớn.

## Lịch sử
Cục Chấp pháp và Quản lý Hành chính Đô thị được thành lập vào năm 2001/2002 cho tất cả các thành phố lớn ở Trung Quốc đại lục nhằm cải thiện quản trị thành phố khi các thành phố trở nên đông đúc hơn và các vấn đề đô thị trở nên phức tạp hơn. Nhân viên của Cục là công chức không có quyền hành như cảnh sát.
Các quan chức của cơ quan này có trách nhiệm trấn áp những người bán hàng rong không có giấy phép. Theo BBC, "Kể từ khi cơ quan này ra đời cách đây 10 năm, đã nhiều lần bị dư luận chỉ trích về việc họ sử dụng vũ lực quá mức. Lực lượng cảnh sát bán chuyên trách này, được trang bị mũ bảo hiểm bằng thép và áo chống đâm, thường được giới quan chức địa phương sử dụng làm người giải quyết vấn đề".
Nhìn chung, Thành Quản đóng vai trò là cơ quan chính thức được các thành phố trên khắp Trung Quốc tuyển dụng "để giải quyết tội phạm cấp độ thấp". Tuy nhiên, cơ quan này bị người dân Trung Quốc không ưa vì thói lạm dụng quyền lực của họ.

## Dư luận chỉ trích

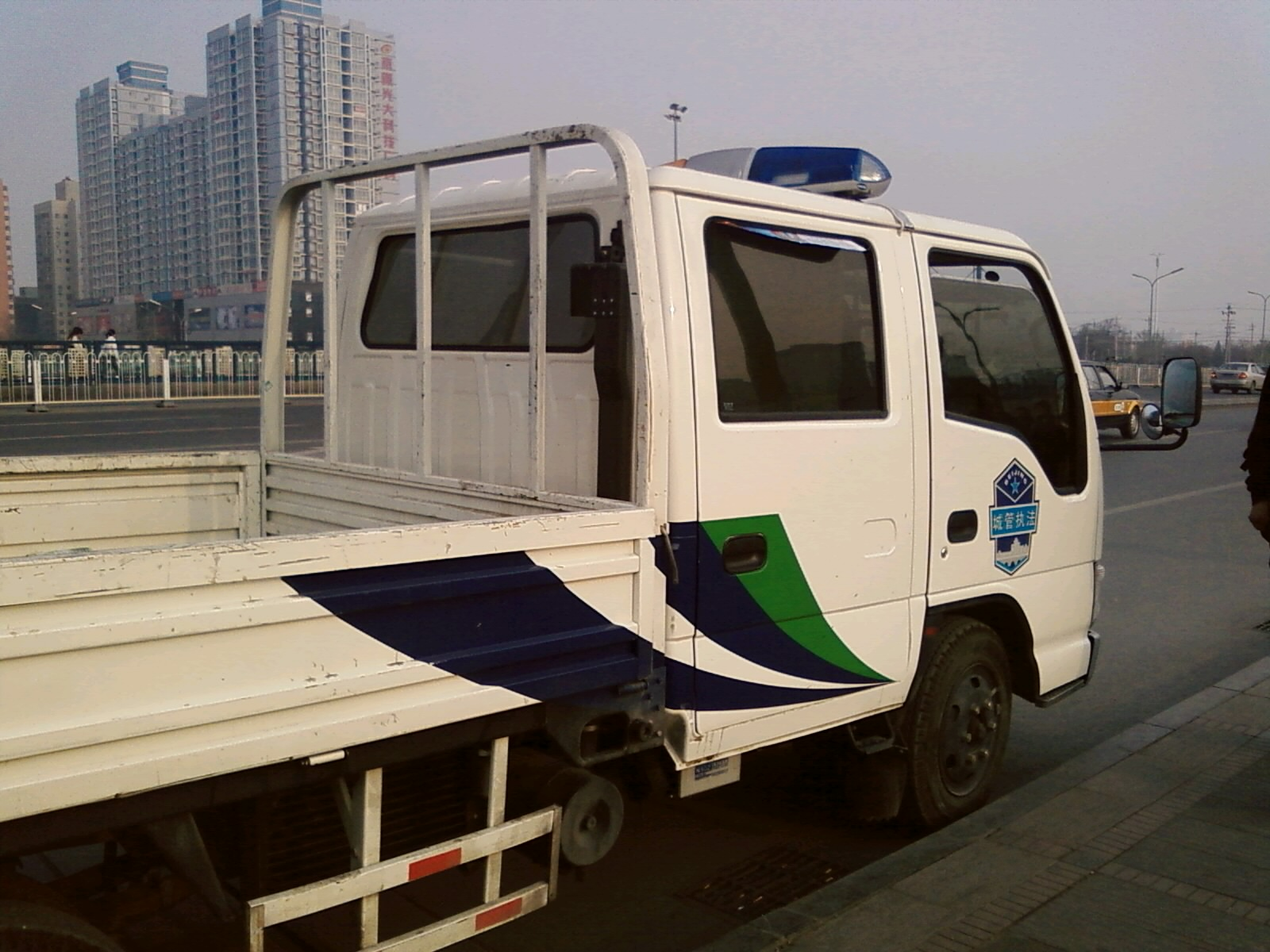
Xe của Thành Quản ở Bắc Kinh

Hầu hết các vấn đề liên quan đến thói côn đồ của chính quyền không phải do lực lượng cảnh sát thông thường - lực lượng công an, vốn chịu trách nhiệm về an ninh công cộng - mà là lực lượng Thành Quản. Họ được huấn luyện kém, là những nhân viên thực thi pháp luật cấp thấp nhất, thường là những người vốn thất nghiệp. Chính quyền cho họ công việc thực thi những điều luật thông thường, như dọn dẹp các hàng quán đường phố không giấy phép.
Thành Quản từng tham gia vào một số vụ án cấp cao làm nổi bật sự bất bình của công chúng đối với hành vi lạm dụng quyền lực của họ. Một vụ án cấp cao liên quan đến Thôi Anh Kiệt đã giết một người thuộc đội Thành Quản vào năm 2006 sau một cuộc đối đầu ở Bắc Kinh. Sự ủng hộ của công chúng đối với Thôi Anh Kiệt trước và trong phiên tòa có thể đã ảnh hưởng đến sự khoan hồng dành cho Thôi với bản án tử hình giảm nhẹ.
Sau một vụ việc ở thành phố Thiên Môn, tỉnh Hồ Bắc vào tháng 1 năm 2008, trong đó giám đốc một công ty xây dựng tên là Ngụy Văn Hoa bị đánh chết vì quay phim hành động của Thành Quản trong một vụ tranh chấp địa phương về việc đổ rác, các cuộc kêu gọi trên toàn quốc đã được đưa ra. bãi bỏ đơn vị. Hàng nghìn tin nhắn được đăng tải trên Internet và các cuộc biểu tình đã diễn ra ở tỉnh Hồ Bắc. Cũng có một số quan chức Thành Quản cấu kết với tội phạm có tổ chức.
Một báo cáo năm 2012 của Tổ chức Theo dõi Nhân quyền ghi lại các hành vi lạm dụng của Thành Quản, "bao gồm hành hung những người bị nghi ngờ vi phạm luật hành chính, một số trong đó dẫn đến thương tích nghiêm trọng hoặc tử vong, giam giữ bất hợp pháp và tịch thu tài sản một cách bất hợp pháp".
Có nhiều trường hợp vào năm 2011 và 2012 trên khắp Trung Quốc khi các sĩ quan cảnh sát bị các nhóm nhân viên Thành Quản tấn công khi ứng phó với các vụ việc Thành Quản sử dụng bạo lực và lạm dụng.
Năm 2012, cơ quan Thành Quản ở Vũ Hán tuyên bố thành lập một sư đoàn nội bộ kiểu 'dân quân' hoặc bán quân sự.
Năm 2013, người bán dưa hấu Đặng Chính Gia được cho là đã bị Thành Quản đánh chết bằng chính chiếc cân của mình. Thi thể của anh được người dân trên đường bảo vệ để ngăn chặn cơ quan chức năng thu giữ và "bảo quản bằng chứng". Bạo lực xảy ra sau đó. Các tiểu blog nổi tiếng đã kêu gọi chấm dứt cái được gọi là tổ chức "côn đồ" này.
Năm 2014, một người đàn ông đang quay phim Thành Quản bạo hành một người phụ nữ bán hàng rong thì bị đánh đập dã man bằng búa cho đến khi nôn ra máu. Anh ta được tuyên bố đã chết trên đường đến bệnh viện. Năm sĩ quan Thành Quản bị người dân quây đánh dữ dội, và bốn người được xác nhận đã chết sau đó, kèm theo những bức ảnh được đăng trên Sina Weibo.

## Ảnh hưởng văn hóa
Do tiếng xấu này mà Thành Quản đã trở thành mục tiêu phổ biến của các trò đùa và meme trên mạng của công chúng Trung Quốc.
Tạp chí Time đưa tin rằng việc đánh đập các viên chức Thành Quản đã trở thành tin tức phổ biến đến mức từ "Thành Quản" thậm chí còn mang một nghĩa khác trong tiếng Trung. "Đừng quá Thành Quản" là một lời kêu gọi không bắt nạt hoặc khủng bố. Nói cách khác từ, "Thành Quản" theo nghĩa đen đã trở thành đồng nghĩa với "bạo lực"."Thành Quản đến kìa!", một cụm từ thường được những người bán hàng rong bất hợp pháp hét lên để cảnh báo người khác bỏ chạy trong trường hợp có cuộc kiểm tra của Thành Quản, đã trở thành một điểm nhấn nổi tiếng trên mạng Internet của Trung Quốc.
Ngoài ra còn có những câu nói đùa châm biếm rằng Thành Quản thực chất là lực lượng dự bị chiến lược bí mật của Trung Quốc, "chi nhánh thứ năm của Quân Giải phóng", vì khả năng gây ra "sự hủy diệt hàng loạt" của họ. Những câu nói như "Hãy cho tôi 300 Thành Quản, tôi sẽ chinh phục..." và "Trung Quốc cam kết không là nước đầu tiên sử dụng Thành Quản vào bất kỳ lúc nào hoặc trong bất kỳ trường hợp nào nhằm gìn giữ hòa bình và ổn định thế giới" đã lan truyền rộng rãi trong cộng đồng mạng Trung Quốc trong những năm gần đây.

## Cơ cấu hành chính
Cục này thường được cơ cấu thành hai văn phòng và sáu phòng ban.
- Phòng Hành chính
- Ban Quản lý Tổng hợp
- Ban Quản lý Diện mạo Thành phố
- Ban Quản lý Chấp pháp
- Ban Pháp chế
- Ban Thông tin
- Ban Quản lý Quảng cáo Ngoài trời
- Phòng Giám sát

| Văn phòng/phòng ban              | Tiếng Trung                                                            | Chức năng |
| -------------------------------- | ---------------------------------------------------------------------- | --- |
| Phòng Hành chính                 | 办公室 Biện công thất Bàngōngshì                                       | Xây dựng kế hoạch làm việc hàng năm và tài liệu cuộc họp, kiểm tra và phê duyệt các hồ sơ, tài liệu do Cục ban hành Kiểm soát công tác quản lý tài chính và tài sản Công tác an ninh và hành chính Nhân sự |
| Ban Quản lý Tổng hợp             | 综合管理处 Tống hợp quản lý xứ Zōnghé Guǎnlǐ Chù                       | Lập kế hoạch Tổ chức Liên lạc với các sở ban ngành cấp huyện, thành phố, tỉnh |
| Ban Quản lý Diện mạo Thành phố   | 市容管理处 Thị dung quản lý xứ Shìróng Guǎnlǐ Chù                      | Giám sát diện mạo thành phố, xây dựng đường phố, cảnh quan đường phố, biển báo đường phố, gian hàng, quầy hàng, bãi đậu xe cơ giới Quản lý môi trường đường bộ                                             |
| Ban Quản lý Chấp pháp            | 执法管理处 Chấp pháp quản lý xứ Zhífǎ Guǎnlǐ Chù                       | Cơ quan chấp pháp thành phố Ban hành các khoản tiền phạt và hình phạt Thực thi các quy định và luật lệ của địa phương, giải quyết các tranh chấp của thành phố                                             |
| Ban Pháp chế                     | 法制处 Pháp chế xứ Fǎzhì Chù                                           | Chịu trách nhiệm đưa ra các quy tắc và quy định cho công tác quản lý đô thị Hỗ trợ các nhà quy hoạch thành phố về khung pháp lý và quy hoạch Lắng nghe và xem xét các vụ kiện tụng hành chính              |
| Ban Thông tin                    | 信息处 Tín tức xứ Xìnxī Chù                                            | Truyền thông đại chúng về chính sách đô thị Thông báo cho cộng đồng về các dự án, quy định, chính sách và tầm nhìn chiến lược đô thị                                                                       |
| Ban Quản lý Quảng cáo Ngoài trời | 户外广告管理处 Hộ ngoại quảng cáo quản lý xứ Hùwài Guǎnggào Guǎnlǐ Chù | Đặt ra chính sách, quy định và tiêu chuẩn cho quảng cáo ngoài trời, đèn neon, tường màn hình điện tử và hộp đèn                                                                                            |
| Phòng Giám sát                   | 监察室 Giám sát thất Jiānchá Shì                                       | Giám sát quan chức, quy định hành vi của công chức cơ quan nhà nước Điều tra, xác minh và giải quyết, kháng cáo, truy tố và luận tội quan chức                                                             |